# Vicente Martín y Soler
Vicente Martín y Soler (ur. 2 maja 1754 w Walencji, zm. 11 lutego 1806 w Sankt Petersburgu) – hiszpański kompozytor.
Był synem śpiewaka, kształcił się w Bolonii u Giovanniego Battisty Martiniego. Debiutował w 1776 w Madrycie. Od 1779 działał we Włoszech, komponując opery do librett włoskich. Otoczony dużą sławą, po 1785 zyskał posadę na dworze w Wiedniu, gdzie skomponował najsłynniejszą swoją operę Una cosa rara. Od 1790 przeniósł się do Rosji, gdzie został kompozytorem nadwornym Katarzyny II, a później Pawła I.
Nazywany bywał "Mozartem z Walencji". Sam Wolfgang Amadeus Mozart w finale swojej opery Don Giovanni wykorzystał cytat muzyczny z opery Una cosa rara Martína y Soler.